# Капетан корвете
Капетан корвете је официрски чин у војсци. Представља први чин међу вишим официрима. У већини земаља капетан корвете командује корветама, али обавља и одређене командно-штабне дужности у морнаричким јединицама ранга фрегате и линијских бродова. Такође, у већини армија добијање чина капетан корвете је повезано са полагањем испита или завршеном одговарајућом високом школом.
Јавља се први пут у XVI веку, међутим, тек током грађанског рата у Енглеској (1642-1651) уврштен је по први пут међу официрске чинове. До XIX века у употреби је у свим армијама са енглеског говорног подручја и у још неким другим. Током Народноослободилачког рата у НОВ и ПОЈ уведен је 1946. године и звао се Капетан 3. ранга по угледу на Црвену армију. 1955. назив му је преименован у садашњи и као такав постојао је и у Југословенској народној армији, Војсци Југославије и Војсци Србије и Црне Горе.
У копненој војсци чин капетан корвете одговара чину мајора.

## Галерија
- Наруквна ознака
капетана корвете у војсци Краљевине СХС / Краљевине Југославије
- Еполета капетана корвете у војсци Краљевине Срба, Хрвата и Словенаца / Краљевине Југославије
- Еполета капетана корвете ЈНА, Војске Југославије и Војске Србије и Црне Горе